# Ariane Müller

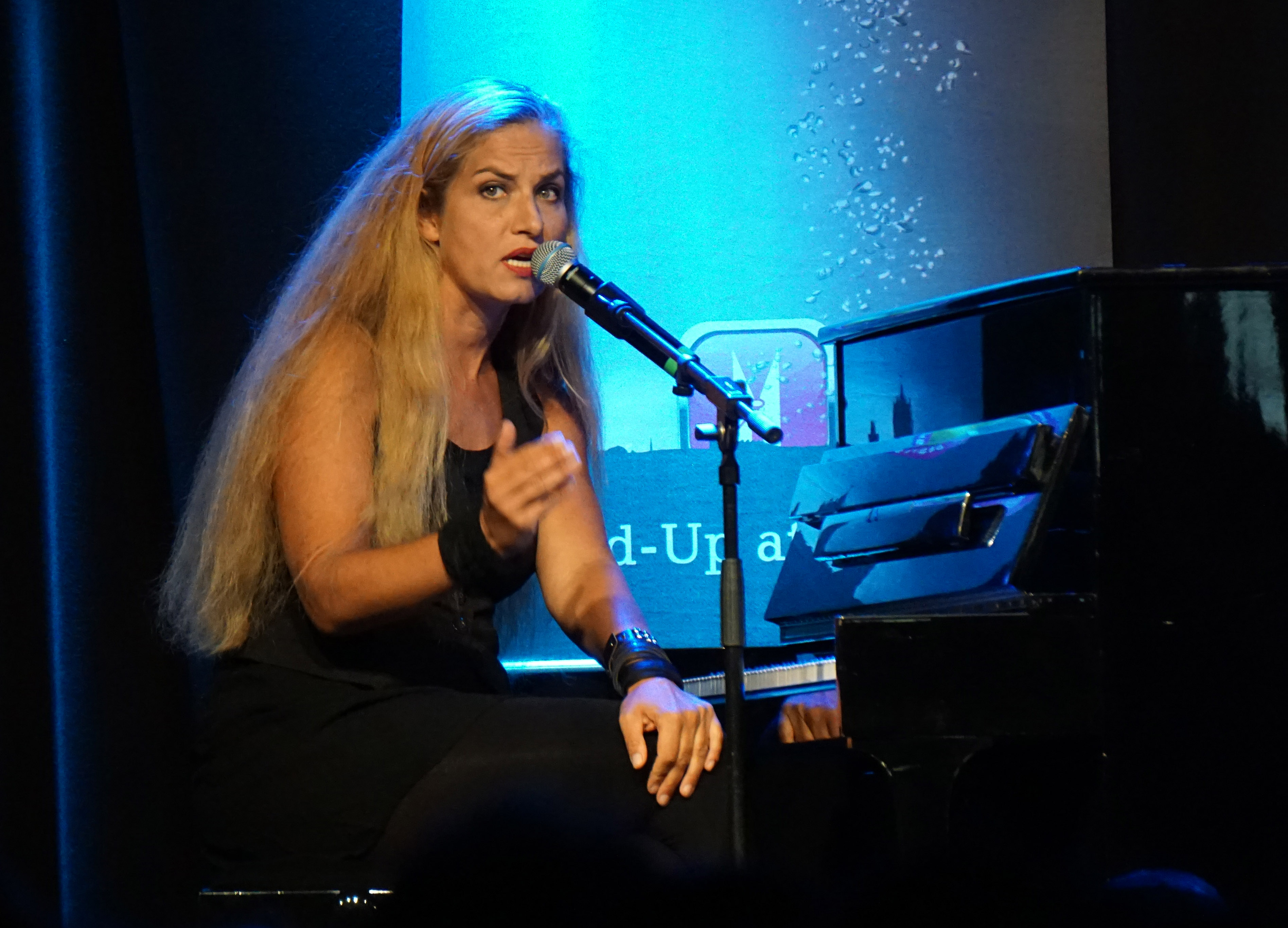
Ariane Müller, 2019

Ariane T. Müller (* 4. Juni 1980 in Ulm) ist eine deutsche Pianistin, Bandleaderin und Liedermacherin.

## Leben
Müller ist die Tochter einer Berliner Ärztin und eines schwäbischen Lehrers und entfernt mit dem Liedermacher Reinhard Mey verwandt. Sie wuchs im Ulmer Stadtteil Lehr auf. Mit sechs Jahren erhielt sie Klavier- und mit 13 Gitarrenunterricht. Ab dem 14. Lebensjahr wirkte sie in diversen musikalischen Projekten mit. So spielte sie unter anderem Hammondorgel in einer Bluesrock-Band, Bassgitarre in einer Punk-Band und versuchte sich auch als Liedermacherin. Müller absolvierte ein Fernstudium der Kultur- und Sozialwissenschaften, entschloss sich danach aber hauptberuflich Musik zu machen.
Müller arbeitete als musikalische Leiterin am Stadttheater in Ulm und gestaltete dort unter anderem die Musicals The Rocky Horror Show (2011) und Hair (2013). Sie gründete mit anderen das Theater in der Bastion im Fort Unterer Kuhberg, wo sie Musical- und Gala-Abende gestaltete und dabei mit dem Sänger Henrik Wager zusammenarbeitete. Während der Arbeit an der Rocky Horror Show lernte sie die Sängerin Julia Gámez Martin kennen, mit der sie 2013 das Duo Suchtpotenzial gründete. Mit diesem war sie seither mit zwei Programmen auf Tournee, veröffentlichte zwei Singles und zwei Live-Alben und erhielt mehrere Kleinkunstpreise.
Im November 2019 wurde bekannt gegeben, dass Suchtpotenzial Preisträger beim Deutschen Kleinkunstpreis 2020 in der Kategorie Chanson/Musik/Lied sind. Ariane Müller schrieb außerdem während der Covid-19-Pandemie die Live-Sitcom Toni Tortellini.

## Petition gegen Böhse Onkelz
Im November 2023 startete Müller eine Petition für ein Auftrittsverbot für die Böhsen Onkelz in Ulm und Neu-Ulm, da sie die Band im rechtsradikalen Spektrum verortete und in diesen politisch aufgeheizten Zeiten Auftritte von derartigen Bands im multikulturellen Ulm als nicht vertretbar ansah, nicht zuletzt auch deshalb, weil es bei deren Konzerten in der Vergangenheit zu Ausschreitungen kam und dies ein Sicherheitsrisiko für die Anwohner darstelle. Auf ihrer Facebookseite äußerte sie sich dazu wie folgt:

„Wir müssen endlich im großen Stil abschieben. Und zwar die Onkelz Konzerte. Hinter die Alpen. Da können sie mit Gabalier und Freiwild hinter den Bergen machen, was sie wollen.“

In den sozialen Medien stieß die Petition sowohl auf Zustimmung als auch auf Kritik und Fans der Böhsen Onkelz starteten eine Gegenpetition. Ihre eigenen Postings in den sozialen Medien hat Müller inzwischen wieder entfernt, da es zu einem Übermaß an negativen Kommentaren bis hin zu Hassbotschaften und Morddrohungen gekommen sei.

## Privatleben
Müller ist Mutter zweier Töchter, Luisa und Isabel, die auch als Backgroundsängerinnen aufgetreten sind.